# Santos (Zaragoza)
Santos (Zaragoza) es una antigua aldea medieval despoblada hace siglos, situada en el término municipal que tenía Embid de la Ribera y que tras desaparecer como municipio este último pasó al término de Calatayud.

## Historia
Perteneció a la sesma del río de la Cañada dentro de la comunidad de aldeas de Calatayud. También perteneció al Merinato de Calatayud en 1295, a la Sobrecollida de Calatayud, y en 1646 a la Vereda de Calatayud.